# Tekfor Holding
Die Tekfor Holding GmbH (eh. Neumayer Tekfor) ist ein global agierender Automobilzulieferer mit Werken in Europa sowie Süd- und Nordamerika. Hauptsitz sind Hausach und Eschborn/Deutschland. Der Hersteller von Motoren-, Getriebe- und Fahrwerkskomponenten beschäftigt insgesamt 1410 Mitarbeiter und erzielt einen Umsatz von 232 Millionen Euro (Stand 2018).

## Geschäftsfelder
Die Tekfor Group entwickelt und konzipiert für die Automobilindustrie Getriebe, Motoren, Antriebsstränge, spezielle Applikationen sowie Sicherheitsmuttern.
Präzisionsteile und Applikationen von Tekfor finden sich in PKW und LKW führender europäische Hersteller. Die Komponenten werden überwiegend individuell mit den jeweiligen Geschäftspartnern entwickelt, wobei Tekfor auch die Fertigung übernimmt. Kompetenzfelder sind die maschinelle Bearbeitung, Umformung und Montage von Teilen.
Tekfor arbeitet auch auf dem Feld der E-Mobilität.  

## Geschichte
Das Unternehmen wurde 1942 als Automatendreherei gegründet. 1988 wurden die Rotenburger Metallwerke von FAG Kugelfischer übernommen, 1998 die italienische Teksid Umformtechnik von Fiat, außerdem erfolgte eine Beteiligung an der brasilianischen Böllhoff Neumayer.
Im Jahre 2001 wurde das Werk Neumayer Schmölln in Schmölln und das Werk Tekfor in Wooster in den Vereinigten Staaten gegründet. Zwei Jahre später wurde Tekfor Cologne, ein Joint-Venture mit Ford, gegründet.
2005 wurde Amtek Tekfor, ein Joint-Venture mit Amtek am Standort Neu-Delhi gegründet, um dem indischen Markt zu erschließen. Im gleichen Jahr wurden alle Anteile von Böllhoff Neumayer übernommen und eine Restrukturierung der brasilianischen Unternehmensteile zu Neumayer Tekfor Automotive vorgenommen.
Von 2005 bis Mai 2013 war das Unternehmen im Besitz der Beteiligungsgesellschaft Barclays Private Equity, die seit Ende 2011 als Equistone Partners Europe firmiert.
2009 wurde ein zweites Joint Venture mit Amtek im indischen Pune geschlossen.
Im September 2012 hat der Autozulieferer beim Amtsgericht Offenburg ein Schutzschirmverfahren nach den Vorgaben des reformierten Insolvenzrechts beantragt. Die Geschäftsführung bleibt beim Schutzschirmverfahren im Amt und wird dazu verpflichtet, innerhalb von drei Monaten einen Insolvenzplan für das Unternehmen zu erarbeiten. Voraussetzung für diese Form des Insolvenzantrags ist eine Bescheinigung, in der die Sanierung als „nicht offensichtlich aussichtslos“ bestätigt wird.
2012 wurde ein Umsatz von rund 500 Millionen Euro erwirtschaftet. Das Unternehmen beschäftigte zudem weltweit rund 3.300 Mitarbeiter, davon 1.600 allein in Deutschland.
Im März 2013 wurde das Unternehmen an die indische Amtek (Umsatz: 1,6 Milliarden US-Dollar) verkauft. Amtek erwarb dabei neben Patenten und Grundstücken vor allem die Anteile an den in- und ausländischen Tochtergesellschaften. Als finanzierende Bank fungierte die Standard Chartered Bank.
Amtek ging 2017 in Insolvenz. Das Auslandsgeschäft des Konzerns, darunter auch Neumayer Tekfor, wurde jedoch auf Druck des Finanzinvestors KKR, der bereits die Übernahme durch Amtek finanziert hatte, bereits vor der Insolvenz von Amtek abgetrennt und einem Treuhänder in Singapur unterstellt. Das Unternehmen Neumayer Tekfor kann seitdem wieder eigenständig agieren.

### Rotenburger Metallwerke
Die Rotenburger Metallwerke (RMW) sind in Rotenburg an der Fulda (Landkreis Hersfeld-Rotenburg) im Nordosten Hessens ansässig.
Gegründet wurde die RMW 1936 als Rotenburger Metallwerke Rudolf Stirlen GmbH Tätigkeitsfeld war der Stahlhochbau, 1958 kam die Kaltmassivumformung dazu.
Der Tätigkeitsbereich erstreckt sich 2009 von der Kaltmassivumformung, Zerspanungstechnik, Wärme- und Oberflächenbehandlung bis hin zu einbaufertigen Einzelteilen und zur Montage kompletter Baugruppen.
In der Nachkriegszeit haben die Rotenburger Metallwerke als eigenständiger Betrieb Landmaschinen hergestellt; man war aber auch im allgemeinen Maschinenbau, im Stahlbau für Industriehallen und im Brückenbau tätig, in späteren Zeiten wurden unter dem Dach der Frieseke & Hoepfner GmbH, Erlangen auch Hydraulikaggregate für Werkzeugmaschinen produziert.
Als 1980 die Frieseke & Hoepfner GmbH zusammen mit ihrer Tochter RMW von der FAG übernommen wurde, kam die Fertigung von Lagergehäusen und anderen Komponenten für die Mutter FAG hinzu. Die Kaltmassivumformung wurde weiter ausgebaut.
Die Marke RMW spielte im ländlichen nordhessischen Raum eine lokal begrenzte Rolle. Es wurden Ackerschlepper mit 2- oder 3-Zylinder MWM Dieselmotoren, Geräteträger (1955), Raupenschlepper, eine 3-Punkt-Anbau-Bodenfräse Typ AW 8 „Ackerwolf“ und der Henschel-RMW Grader Typ R120 hergestellt.
RMW Standard-Schlepperprogramm von 1955:
- Typ Eder mit 12 PS (luftgekühlt)
- Typ Fulda mit 15 PS (wassergekühlt)
- Typ Werra mit 17 PS (luftgekühlt)
- Typ Lahn mit 18 PS (wassergekühlt)
- Typ Weser mit 24 PS (luftgekühlt)
- Typ Inn mit 25 PS (wassergekühlt)
- Typ Lippe mit 40 PS (wassergekühlt), entspricht als Nachbau weitgehend dem RS 40 von Ensinger[5]
- Typ Lech mit 60 PS (wassergekühlt)

Die Schlepper wurden mit verschiedenen Spurweiten (1250 mm, 1500 mm, 1750 mm) ausgerüstet. Bedingt durch die Getriebeabstufungen konnte der Geschwindigkeitsbereich von 1,95 km/h bis 20 km/h für die gängigen Bodenbearbeitungen in der Landwirtschaft genutzt werden. Die technische Ausrüstung der Traktoren mit Differentialsperren, Zapfwellenantrieb mit Konstant- und gangabhängiger Drehzahl und hydraulische Heckkraftheber für Anbaugeräte entsprach dem damaligen Stand der Technik. Sogar diverse landwirtschaftliche Zusatzgeräte standen ab Werk bereit. RMW nutzte eine gezielte Modul- und Einkaufsstrategie für Zukaufteile (Motoren, Getriebe, Lenkung, Elektrik usw.), so dass nur wenige Herstellvorgänge, wie z. B. die Blechverarbeitung und die Endmontage im Werk Rotenburg erfolgten. Einspritzpumpen, Anlasser und Lichtmaschinen kamen beispielsweise einbaufertig von Bosch. Die geringe Fertigungstiefe führte allerdings dazu, dass die Standardschlepper dieser Epoche bei vielen Anbietern in ihrer Ausprägung sehr ähnlich waren und kaum markenspezifische Differenzierungen möglich waren.
Die Schlepper trugen mit Ausnahme der größten Typen Lippe und Lech das RMW Logo auf der Fronthaube und zwei längliche Kühlergitter, die der stilisierten BMW-Niere des BMW Automobiltyps 328 nicht unähnlich sehen.
Des Weiteren wurden auch Raupenschlepper mit 3- und 6-Zylinder-Dieselmotoren für die Landwirtschaft oder das Bauwesen angeboten:
- Typ Saar mit 40 PS
- Typ Mosel mit 60 PS
- Typ Nahe mit 75 PS
- Typ Main mit 120 PS
- Typ Rhein mit 150 PS

Außerdem wurden Forstgeräte und Maschinen für den Forstbereich hergestellt wie z. B. das "Eichhörnchen" und Kettensägen.
1955 übernahm die Firma zudem das unter dem Namen "Pinguin" gestartete, bislang nicht über das Prototypen-Stadium hinausgekommene Projekt zur Herstellung eines dreirädrigen Kleinstwagens. Das Fahrzeug sollte in Rotenburg in Serie gebaut und unter dem Namen "Hobby" oder "Ami" verkauft werden. Da eine Serienfertigung jedoch nicht finanziert werden konnte, wurde 1956 versucht, das Projekt weiterzuverkaufen. Nachdem dies nicht gelungen war, wurde das Projekt schließlich eingestellt und alle Prototypen und Produktionswerkzeuge verschrottet.